# Stazione di Barletta Scalo
La stazione di Barletta Scalo è una stazione ferroviaria nel comune di Barletta che sorge lungo la linea Bari-Barletta, infrastruttura gestita da Ferrotramviaria.

## Storia
L'impianto fu inaugurato nel 1963, contestualmente all'apertura della ferrovia realizzata in sostituzione della preesistente tranvia a vapore.

## Movimento
L'impianto è servito dai treni regionali FR 1 e FR 2 della rete Ferrovie del Nord Barese.

## Servizi
La stazione dispone di:
- Servizi igienici

### Interscambi
- Fermata autobus